# نازيم علييف
نازيم علييف (5 أبريل 1963 بباكو في أذربيجان - ) هو لاعب كرة قدم أذربيجاني في مركز الهجوم. شارك مع منتخب أذربيجان لكرة القدم. أما مع النوادي، فقد لعب مع نادي باكو ونادي خزر لنكران ونادي قره باغ ونادي نيفتشي باكو وShafa Baku FK ‏ وFK Khazar Sumgayit ‏ ونادي سومقاييت.

## وصلات خارجية
- نازيم علييف على موقع ناشيونال فوتبول تيمز (الإنجليزية)
- نازيم علييف على موقع عالم كرة القدم.نت (الإنجليزية)